# سن آنتونیو ویلاماخور
سن آنتونیو ویلاماخور (به اسپانیایی: San Antonio Vilamajor) یک منطقهٔ مسکونی در اسپانیا است که در والس اورینتال واقع شده‌است. سن آنتونیو ویلاماخور ۱۳٫۷ کیلومتر مربع مساحت دارد.